# Qiongshan
Qiongshan, även kallat Kiungshan eller Kiungchow, är ett stadsdistrikt i provinshuvudstaden Haikou i Hainan-provinsen i sydligaste Kina.
Orten var en av Kinas fördragshamnar, öppen för handel med omvärlden.